# 薛景霞
薛景霞（1965年—），女，河南郑州人，汉族，中华人民共和国政治人物、第十二届全国人民代表大会河南地区代表。
毕业于中央党校企业经济管理专业。担任河南省工商联副主席、郑州市政协副主席、郑州市工商联主席、河南康利达集团董事长。2008年起担任全国人大代表。2013年，担任全国人大代表。2018年2月24日，当选为第十三届全国人大代表。
2025年2月26日，政协第十四届全国委员会第三十一次主席会议决定撤销薛景霞政协委员，提请全国政协十四届常委会第十次会议追认。